# ملعب هنتنغتون بانك

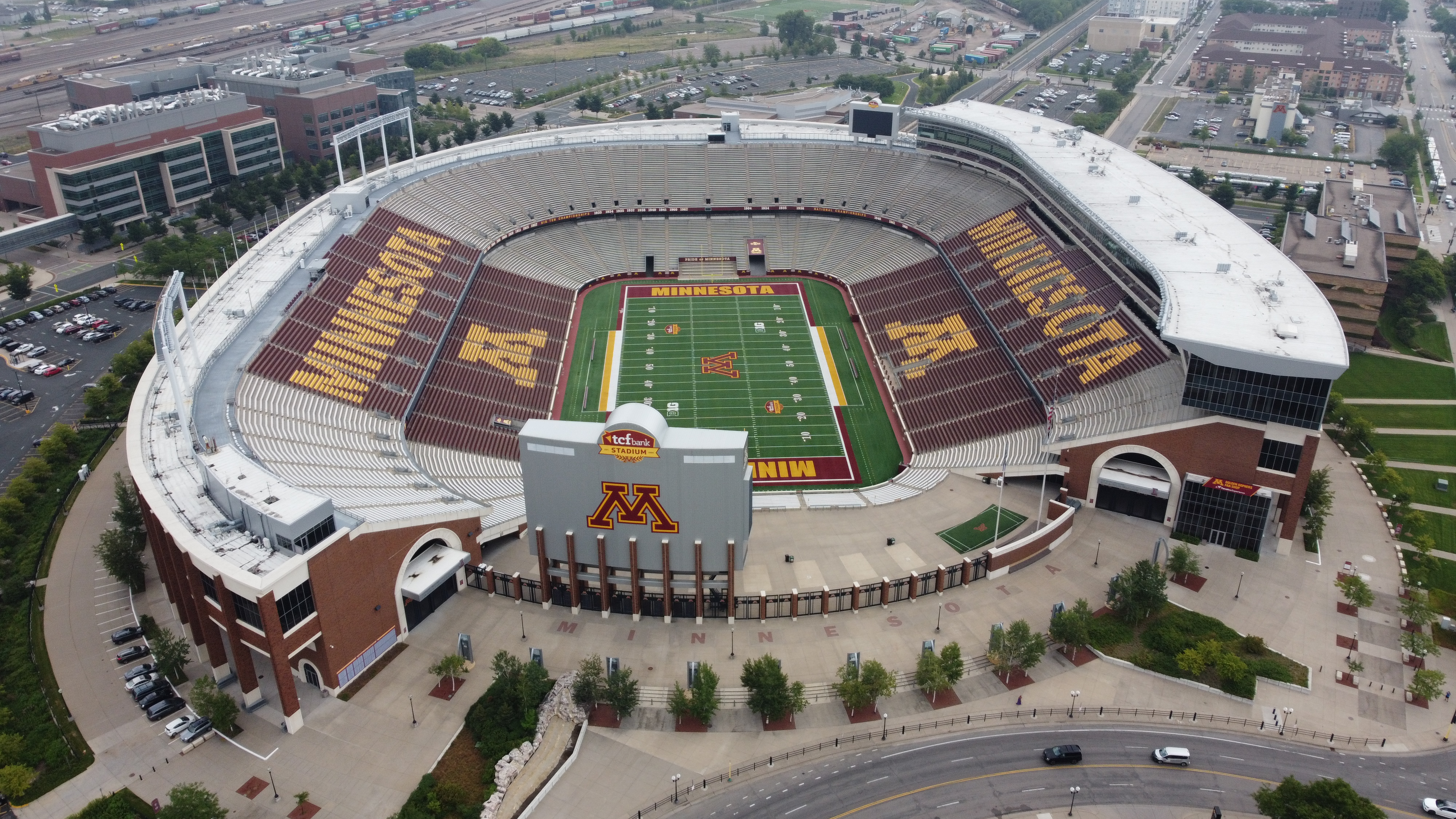
ملعب هنتنغتون بانك

ملعب هنتنغتون بانك (Huntington Bank Stadium) هو ملعب مفتوح يقع في حرم جامعة مينيسوتا في مدينة منيابولس بولاية مينيسوتا الأمريكية. افتتح في عام 2009، وهو أرض فريق مينيسوتا غولدن غوفرز من اتحاد العشرة الكبار. استُخدم الاستاد أيضًا ملعباً مؤقتاً لفريق مينيسوتا فايكنغز من الدوري الوطني لكرة القدم الأمريكية (NFL) لموسمي 2014 و 2015 أثناء بناء ملعب يو إس بانك ولفريق مينيسوتا يونايتد إف سي من الدوري الأمريكي لكرة القدم لموسمي 2017 و 2018 خلال بناء ملعب أليانز فيلد. بلغت تكلفة بناء الاستاد الذي يتسع لـ50805 مقعدًا على طراز «حدوة الحصان» 303.3 مليون دولار، وهو مصمم لدعم التوسع المستقبلي حتى 80.000 مقعدًا.